# Ричмонд (феодальное владение)
Ричмонд (англ. Honour of Richmond) — феодальная барония (онор) в Йоркшире (Северная Англия), образованная после нормандского завоевания Англии около 1071 года. Некоторые владения данного онора носили титул графа Ричмонда.

## История
После нормандского завоевания Англии ставший королём Вильгельм I Завоеватель выделил в качестве награды за оказанную помощь одному из своих соратников и родственников, бретонскому рыцарю Алену Рыжему, обширные владения в Йоркшире, ранее принадлежавшие эрлу Мерсии Эдвину. Точная дата пожалования неизвестна. По исторической традиции это произошло после осады Йорка около 1069 года. Эдвин, вероятно, лишился своих владений после восстания 1068 года, однако пожалование могло быть осуществлено и после смерти Эдвина в 1071 году. В созданной в 1086 году «Книге Страшного суда» никакая территориальная единица, позже получившая название феодальной баронии (онора) Ричмонда не упоминается. Принадлежавшие Алану владения называются как «земля графа Алана», а ядро Йоркшира разделено на 2 поместья — Гиллинг и Каттерик. Первое упоминание «онора Ричмонда» относится только к 1203 году, а в начале XIII века его нередко называли частью Бретани.
Сам «граф Алан» согласно «Книге Судного дня» владел в 1086 году землями в Кембриджшире, Дорсете, Эссексе, Хэмпшире, Линкольншире, Хартфордшире, Норфолке, Нортгемптоншире, Ноттингемшире, Саффолке и Йоркшире. Данные обширные и разбросанные по всей Англии территории сделали его одним из крупнейших землевладельцев (главных арендаторов) в Англии. Только в Йоркшире он владел 199 поместьями, что составляло менее половины от их общего числа.
Ален построил замок Ричмонд, ставший центром баронии и который дал ей название. Он умер в 1089 году. Детей он не оставил, поэтому ему последовательно наследовали двое братьев, Ален Чёрный (умер в 1098) и Этьен де Трегье (умер 13 апреля 1137). Сыном и наследником Этьена был Ален Чёрный (умер около 1146). Во время гражданской войны в Англии он был сторонником короля Стефана Блуаского. Возможно, что король присвоил ему титул графа Ричмонда, хотя исследователи высказывают определённые сомнения, можно ли его считать графом в истинном смысле понимания этого титула в то время: в документах он себя называл графом Бретонским и английским. Не исключено, что право именоваться графом он получил благодаря тому, что какое-то время контролировал графство Корнуолл. Ален был женат на наследнице герцога Конана III Бретонского, благодаря чему его сын, Конан IV Малый (умер 20 февраля 1171) унаследовал герцогский титул. Также он использовал титул графа Ричмонда. Он оставил единственную наследницу Констанцию (около 1161 — 5 сентября 1201), которой в это время было около 9 лет, поэтому её владения, включая Ричонд, в течение 12 лет оказались под опекой короля Англии Генриха II Плантагенета, женившего в 1181 году на Констанции своего сына Джеффри. Ричмонд король удерживал до 1182 или 1183 года, при этом не исключено, что даже после этого он сохранил замок Ричмонд в своих руках. Джеффри погиб в 1186 году, после чего король навязал в феврале 1188 года Констанции новый брак — с Ранульфом де Блондевилем, 6-м графом Честером. В 1196 году он по наущению короля Ричарда I Львиное Сердце заключил жену в тюрьму, продержав её там около года. Когда Артур, наследник Констанции, заключил мир с Ричардом, Констанция получила свободу и вскоре развелась с мужем. В 1199 году она вышла замуж в третий раз — за Ги де Туара. Она умерла в 1201 году, её наследник Артур был убит в 1203 году по приказу короля Англии Иоанна Безземельного, опасавшегося претензий племянника на английский трон.
История владения Ричмондом между смертью Джеффри и вступлением на престол Генриха III. Уже после смерти жены в декабре 1201 года Ги де Туар был признан владельцем Ричмонда, но неясно, на каком основании: как опекун Артура Бретонского или в личном праве. После убийства Артура Ги играл заметную роль в войне против Иоанна Безземельного, поэтому осенью 1203 года он её утратил. 19 сентября 1243 года король передал Ричмондшир Роберту де Бомону, 4-му графу Лестеру, однако он умер в 1204 году, не оставив наследников, в результате его земли перешли к короне. В марте 1205 король передал Ричмонд Ранульфу Блондевилю, бывшему мужу Констанции Бретонской, но при этом удержал за собой часть рыцарских фьефов и замок Ричмонд; возможно, что именно поэтому указывается, что Ричмонд до конца правления Иоанна Безземельного принадлежал короне.
В 1215 году король Иоанн предложил герцогу Бретонскому Пьеру Моклерку (мужу Алисы де Туар, дочери Констанции от третьего брака) вернуть ему Ричмонд, если тот поддержит его в войне против мятежных английских баронов. В итоге Ричмонд фактически был разделён на 3 части: северная часть осталась в руках графа Честера, южная же была разделена между королём и Пьером Бретонским. Впрочем после того как в 1217 году Пьер прибыл в Англию не как сторонник Иоанна Беззмельного, а как союзник французского принца Людовика, которому английские бароны предложили корону, его часть Ричмонда должна была отойти к короне. После заключения мира Пьеру в октябре 1217 года было пожаловано поместье Чешант в Хартфордшире, но в ноябре земли в восточных графствах были переданы графу Честеру. Судя по всему Ранульф сохранил у себя ричмондскую часть онора, часть же владений в других графствах была передана Пьеру. В 1223 году часть Пьера была временно конфискована за бездействие в Уэльсе. А в 1224 году Пьер присоединился к французскому королю в нападении на англичан в Пуату и Гаскони и опять лишился лена. Но вскоре стороны вновь примирились, поскольку Генрих III нуждался в помощи Пьера против Франции, а Пьер желал сделать Бретань независимой от французской короны, поэтому в мае 1205 Пьеру вернули его часть онора Ричмонд. Впрочем, в 1227 году Пьер вновь стал союзником короля Франции, в результате чего опять потерял английские владения. В мае 1227 года граф Честер получил от Генриха III подтверждение на свою часть Ричмонда, которая была ему пожалована королём Иоанном. При этом Генрих III всё равно надеялся на союз с герцогом Бретонским против Франции, поэтому в 1230 году вернул ему онор Ричмонд, причём на этот раз пожалование включало и Ричмондшир. Но в 1234 году Пьер был вынужден подчиниться королю Франции и с тех пор сохранял ему верность. В результате он был окончательно лишён английских владений.
В октябре 1235 года король пожаловал поместье Хинтон в Кембридшире Алану де Невиллу, а остальные земли Ричмондского онора пожаловал Гильому Савойскому (умер в 1239), епископу Валенса, дяде его жены, а через год после его смерти, в 1240 году, передал другому дяде королевы — Пьеру Савойскому (1203 — 15 мая 1268). В 1242 году герцог Бретонский Жан I, сын Пьера Моклерка, подал прошение о восстановлении владения Ричмондом в его роде, но оно, судя по всему, было отклонено. В 1245 году возник проект брака между наследником герцога, Жаном, и королевской дочерью Беатрисой. Брак был заключён в январе 1261 года, а в 1262 году получил часть онора Ричмонда. Во время Второй баронской войны Жан, судя по всему, эти земли на некоторое время утратил, но в 1265 году было принято решение, что Жан получи Ричмонд полностью. Пьер Савойский дал согласие на передачу Ричмонда в 1266 году. Однако после его смерти в 1268 году выяснилось, что он завещал Ричмонд своей племяннице, королеве Элеоноре (жене Генриха III), поэтому ей нужно заплатить компенсацию. Жан принёс оммаж за свои новые владения. После смерти отца в 1286 году он стал герцогом Бретонским (под именем Жан II). Во время англо-французской войны 1294 года герцог оказался в сложном положении, будучи вассалом обоих воюющих сторон. В итоге он выбрал сторону короля Франции и был лишён Ричмонда. Только апреле 1298 года Эдуард I вернул ему онор Ричмонд, однако английский король потребовал от герцога вернуть все долги. Замок Ричмонд и его земли окончательно перешёл Бретонскому герцогу по результатам англо-французского мирного договора 1304 года.
Жан II Бретонский погиб в 1305 году, после чего онор Ричмонд в течение нескольких месяцев удерживался Эдуардом I. Артур II Бретонский, старший сын и наследник покойного герцога, обратился к английскому королю с просьбой передать ему Ричмонд, однако Эдуард предпочёл отдать владения его младшему брату Жану. Основанием для этого, судя по всему, были политические причины: Жан вырос при английском дворе и не был вассалом французского короля. Ричмонд ему был передан в 1306 году. Он верно служил Эдуарду I и Эдуарду II, однако в 1325—1326 году перешёл на сторону королевы Изабеллы и её сторонников. Направленный с посольством во Францию, он проигнорировал королевский призыв вернуться, после чего король конфисковал его владения. После свержения Эдуарда II и возведения на престол Эдуарда III Ричмонд был Жану возвращён. Последние годы он провёл за пределами Англии и умер в январе 1334 года, после чего его владения вернулись к короне, поскольку детей у него не было.
В марте 1334 Эдуард III пожизненно передал Ричмонд герцогу Бретонскому Жану III, наследнику герцога Артура II, который принёс ему оммаж за эти владения. Они оставались в его руках до самой смерти в 1341 году, после чего вновь вернулись к английской короне.
Претендентами на Ричмонд были граф Жан де Монфор, единокровный брат покойного герцога, и его племянница, графиня Жанна де Пентьевр. В это время началась Столетняя война между Англией и Францией. Покойный герцог назвал своей наследницей Жанну, но её права оспаривал Жан де Монфлор. В споре за бретонское наследство король Франции поддержал Жанну, которая была женой его племянника Карла де Блуа-Шатильона, король Англии же поддержал Жана де Монфора. После того как французский король конфисковал принадлежавшее Жану графство де Монфор, Эдуард III в качестве компенсации даровал ему графство Ричмонд, пока тот не получит земли равной стоимости во Франции. В декабре 1341 года Жан попал в плен, поэтому к июлю 1342 года Ричмонд вновь перешёл под контроль короны. Хотя он позже смог бежать в Англию, Ричмонд ему так и не был возвращён.
В сентябре 1342 года Эдуард III присвоил титул графа Ричмонда своему малолетнему сыну Джону Гонту, а опека над онором была предоставлена им своей жене, королеве Филиппе. В управление владениями Гонт вступил после совершеннолетия. Права на Ричмонд, которые после смерти Жана де Монфора перешли к его сыну Жану V Бретонскому, тот 19 января 1360 года уступил Гонту. В 1372 году король, который был союзником ставшим Бретонским герцом Жаном, решил передать ему Ричмонд. В итоге Гонт, ставший к тому моменту герцогом Ланкастером, согласился уступить онор в обмен на передачу ему доходов с других поместий. В 1373 году онор Ричмонд был передан Жану Бретонскому с условием, что в случае бездетности он вновь отойдёт к короне. Новый владелец был настолько беден в результате споров за Бретань, что был вынужден заложить Ричмонд барону Джону Невиллу. После того как на английски престол взошёл Ричард II, он избавил герцога от этого бремени, передав ему в 1378 году обмен на Брестский замок некоторые английские поместья. За это французский король Карл V конфисковал у Жана герцогство, чтобы его вернуть, герцог в сентябре 1381 года присягнул Карлу, лишившись после этого не позже ноября того же года Ричмонда, вновь перешедшего к английской короне. Хотя в 1382 году между Ричардом II и Жаном V было заключено перемирие, в результате чего тот в 1383 году получил доходы от Ричмонда, но в конце года он вновь был объявлен врагом Англии, а в 1384 году английский парламент объявил о конфискации Ричмонда. В конце года Ричмонд был пожалован Ричардом II своей жене Анне Чешского в качестве свадебного подарка.
В апреле 1386 года Ричард II возобновил с Жаном V переговоры о Брестском замке и Ричмонде, в результате чего онор вновь был возвращён герцогу, но ненадолго. Уже в 1388 году Ричмондом вновь управляла королева, сдав на 12 лет в аренду замки Ричмонд и Боцз и все другие свои владения в Ричмондшире в аренду Генри Фицхью. В 1391 году Ричмонд опять получил герцог Бретонский, Анна в качестве компенсации получила владения в Англии и Уэльсе, но в 1392 году он снова был возвращён королеве, которая управляла им до самой смерти.
Королева умерла в 1394 году, после чего Ричмонд сначала был передан Томасу Арунделу, архиепископу Йоркскому, Эдварду, графу Ратленду, и Джону, графу Солсбери, а в сентябре 1395 года замки Ричмонд и Боцз и все другие свои владения в Ричмондшире были сданы в аренду барону Ральфу Невиллу на 12 лет после истечения срока аренды Генри Фицхью. В апреле 1396 года король Ричард II приказал провести расследование в отношении разрушений в Ричмонде, а в 1398 году онор Ричмонд был передан Джоан Бофорт, легитимизированной дочери Джона Гонта, и её мужу, Ральфу Невиллу, получивший к тому моменту титул графа Уэстморленда. В декабре того же года король распорядился вернуть ренту герцогу Бретонскому, который в июне 1399 года был объявлен графом Ричмондом, но после свержения Ричарда II в октябре 1399 года новый король Генрих IV вернул Ричмонд графу Уэстморленду, окончательно разорвав связь онора с Бретанью.
Граф Уэсморленд управлял Ричмондом до самой смерти, хотя и не носил титул графа Ричмонда. Но в 1414 году король Генрих V предоставил онор Ричмонд с графским титулом своему брату Джону, герцогу Бедфорду, хотя и вступил во владение Ричмондом только после смерти Ральфа Невилла в 1425 году. Он умер в 1435 году, не оставив наследников, поэтому Ричмонд вернулся к короне. Генрих VI удерживал онор в своих руках, предоставляя его поместья и ренты разным аристократам. Наибольшим из них было предоставление Ричарду Невиллу, графу Солсбери 2 частей, включавшей замок и рыцарские фьефы; 1/3 часть принадлежала вдовствующей герцогине Бедфордской Жакетте, но была после её смерти обещана графу Солсбери. Актом 1455 года графу Солсбери были гарантированы его претензии на Ричмонд, хотя замок Ричмонд король сохранил за собой. Но ещё до этого король в 1452—1453 году предоставил онор Ричмонд и титул графа своему единоутробному брату, Эдмунду Тюдору. Он умер в 1456 году, владей 2/3 онора. Его наследником стал малолетний сын, будущий король Англии Генрих VII.
После восхождения на престол Эдуарда IV Ричмонд оказался под его опекой. Поскольку юный наследник по рождению принадлежал к Ланкастерской партии, новый король скоро стал относиться к его наследству как к своей собственности. В августе 1462 года он даровал онор, замок и титул графа Ричмонда своему брату, будущему королю Ричарду III. Однако неизвестно, вступил ли он в обладание пожалованием, поскольку уже в 1463 году Ричмонд был пожалован его брату Джорджу, герцогу Кларенсу, который и стал его фактическим владельцем. Во время реставрации Генриха VI в 1470—1471 года Ричмонд был возвращён Генриху Тюдору, но после возвращения на трон Эдуарда IV вновь перешёл под контроль герцога Кларенса, но после его убийства в марте 1378 года король передал замок Ричмонд Ричарду Глостерскому. Ранее, в 1475 году Ричард также получил рыцарские фьефы в Ричмонде, которыми ранее владел граф Уорик, «делатель королей», доставшиеся ему от отца, графа Солсбери. Остальная часть онора, судя по всему, до конца жизни контролировалась Эдуардом IV, а после его смерти в 1483 году — Ричардом III.
После гибели Ричарда III в 1485 году и восхождения на престол Генриха VII Ричмонд вернулся к Тюдорам. После этого он был отделён от короны только один раз: в 1525 году король Генрих VIII пожаловал титул герцога Ричмонда своему незаконнорожденному сыну Генри Фицрою. Формально ему был передан и онор Ричмонд, но он оставался под королевской опекой. Не позже 1532 года король вернул себе это владение, обменяв его сыну на другое. С этого времени онор Ричмонд больше никогда не отделялся от владений короны, в отличие от замка Ричмонда, который передавался носителю титула при последующих созданиях титула герцога Ричмонд.

## Территория
В состав баронии входила область, позже получившая название Ричмондшир. Гонор Ричмонд, который тянулся на 60 км с востока на запад и на 45 км с севера на юг, занимал большую часть земли между реками Тис и Юр и занимал земли между Пеннинскими горами до плодородных низин Йоркской долины. Центром его был замок Ричмонд, который к 1540 году лежал в руинах, но позже был восстановлен и сейчас является туристической достопримечательностью.
Изначально владение включало в себя 3 основных земельных участка: Джиллинг, Ханг и Халикельд. Джиллинг, лежал между реками Тис и Суол. Северная граница манора проходила по реке Тис, отделяющей его от владений епископа Дарема, западная — по Пеннинским горам, южная — по водоразделу между реками Юр и Суол, восточная — по реке Уиск. Поместье Джиллинг, располагавшееся недалеко от границы, первоначально было столицей баронии, пока граф Ален не перенёс её в Ричмондский замок. Территория Ханга (или Хангшир) располагалось южнее Джиллинга, его западная граница проходила по Пеннинским горам, южная — по рекам Уорф и Нидд, восточная — по небольшим ручьям до Суола. Территория Халикельда располагалась между реками Юр и Суол до их слияния в Элленторпе.

## Владельцы онора Ричмонд
- около 1071—1093: Ален Рыжий (умер в 1093), граф, феодальный барон Ричмонда примерно с 1071 года.
- 1093—1098: Ален Чёрный[англ.] (умер в 1098), феодальный барон Ричмонда с 1093 года, брат предыдущего.
- 1098—1135/1136: Этьен де Трегье (умер 13 апреля 1137), граф Трегье и сеньор Гоэле ранее 1079 года, граф Генгама с 1079 года, граф Пентьевра 1093 года, феодальный барон Ричмонда с 1098 года, брат предыдущего.
- 1135/1136—1146: Ален Чёрный (умер около 1146), феодальный барон Ричмонда с 1135/1136 года, 1-й граф Ричмонд с 1137 года, граф Корнуолл в 1140 года, сын предыдущего.
- 1146—1171: Конан IV Бретонский (около 1138 — 20 февраля 1171), 2-й граф Ричмонд с 1146 года, герцог Бретани с 1156 года, граф Ренна с 1157 года, сын предыдущего.
- 1171—1201: Констанция Бретонская (около 1161 — 5 сентября 1201), герцогиня Бретонская с 1166 года, 3-я графиня Ричмонд с 1171 года, дочь предыдущего.
1182/1183—1186: Джеффри II Плантагенет (23 сентября 1158 — 19 августа 1186), герцог Бретонский и граф Ричмонд (по праву жены) с 1181 года, 1-й муж Констанции.
1188—1199: Ранульф де Блондевиль (1170 — 18 октября 1232), 6-й граф Честер, виконт д’Авранш и де Байё с 1181 года, герцог Бретонский и граф Ричмонд (по праву жены) в 1189—1199 года, 2-й муж Констанции.
1199—1203: Ги де Туар (умер 13 апреля 1213), герцог Бретонский и граф Ричмонд (по праву жены) в 1199—1201 годах, 3-й муж Констанции.
- 1203—1204: Роберт де Бомон (умер 20/21 октября 1204), 4-й граф Лестер с 1190 года.
- 1205—1232: Ранульф де Блондевиль (1170 — 18 октября 1232), 6-й граф Честер года.
- 1215—1224, 1225—1227, 1230—1234: Пьер Моклерк (ок. 1187 — май 1250), герцог Бретани в 1213—1237 годах, граф Пентьевр в 1230—1237 годах.
- 1236—1239: Гильом Савойский (умер в 1239), епископ Валенса с 1224 года.
- 1240—1266: Пьер II Савойский (1203 — 15 мая 1268), граф Ричмонд с 1240 года, граф Савойский с 1263 года.
- 1266—1294, 1298—1305: Жан II Бретонский (3/4 января 1239 — 18 ноября 1305, Лион), граф Ричмонд в 1266—1294 и 1298—1305 годах, герцог Бретани с 1286 года.
- 1306—1326, 1327—1334: Жан Бретонский (1266 — 17 января 1334), граф Ричмонд с 1305 года.
- 1334—1341: Жан III Добрый (8 марта 1286 — 30 апреля 1341), герцог Бретонский с 1332 года, граф Ричмонд с 1334 года.
- 1341—1342: Жан IV де Монфор (1293 — 16/26 сентября 1345), граф де Монфор-Амори с 1330 года, герцог Бретонский с 1341 года, граф Ричмонд в 1341—1342 годах.
- 1342—1373: Джон Гонт (6 марта 1340 — 3 февраля 1399), граф Ричмонд в 1342—1373 годах, герцог Ланкастер и граф Дерби, Лестер и Линкольн с 1362 года, герцог Аквитании с 1390 года.
- 1373—1381, 1381—1384, 1386—1388, 1391—1392, 1399: Жан V Бретонский (1339 — 2 ноября 1399), граф де Монфор-Амори с 1345 года, герцог Бретонский с 1365 года, граф Ричмонд в 1373—1381, 1381—1384, 1386—1388, 1391—1392 и 1399 годах.
- 1384—1386, 1388—1391, 1392—1394: Анна Чешская (11 мая 1366 — до 3 июня 1394), королева Англии.
- 1395—1425: Ральф Невилл (около 1364 — 21 октября 1425)ь, 4-й барон Невилл из Рэби с 1388 года, 1-й граф Уэстморленд с 1397 года.
- 1425—1435: Джон Ланкастерский (20 июня 1389 — 14 сентября 1435), герцог Бедфорд, граф Кенлал и Ричмонд с 1414 года.
- 1452—1456: Эдмунд Тюдор (11 июня 1430 — 3 ноября 1456), 1-й граф Ричмонд с 1452 года.
- 1456—1462, 1470—1471: Генрих Тюдор (28 января 1457 — 21 апреля 1509), 2-й граф Ричмонд в 1456—1462 и 1470—1471 годах, король Англии (Генрих VII) с 1485 года.
- 1462—1463: Ричард Йоркский (2 октября 1452 — 22 августа 1485), герцог Глостер с 1461, граф Ричмонд в 1462—1463, король Англии (Ричард III) с 1483 года.
- 1463—1470, 1471—1478: Джордж Плантагенет (21 октября 1449 — 18 февраля 1478), герцог Кларенс с 1461 года, граф Ричмонд с 1363 года, 1-й граф Уорик и 1-й граф Солсбери с 1472 года.
- 1525—1532: Генри Фицрой (15 июня 1519 — 22 июля 1536), герцог Ричмонд и Сомерсет с 1525 года.